# Nola porrigens
Nola porrigens är en fjärilsart som beskrevs av Walker 1858. Nola porrigens ingår i släktet Nola och familjen trågspinnare. Inga underarter finns listade i Catalogue of Life.